# Receveur général du Clergé
Le Receveur général du Clergé en France, sous l’Ancien Régime, était un agent des finances publiques chargé de collecter les impôts pour l'Église de France. Il était nommé par le Roi et il siégeait dans un hôtel particulier de l'actuelle Place Vendôme, à Paris.
Le Receveur général le plus connu est Pierre Louis Reich de Pennautier, célèbre pour son implication dans l'affaire des poisons sous le règne de Louis XIV.